# Государственный академический симфонический оркестр России
Госуда́рственный академи́ческий симфони́ческий орке́стр Росси́йской Федера́ции имени Е. Ф. Светланова (до 1991 года — Государственный академический симфонический оркестр СССР, современное название с 2005 года) — советский и российский государственный симфонический оркестр. Принятые сокращения — ГАСО, Госоркестр.

## История
Оркестр основан в 1936 году, первое выступление коллектива состоялось 5 октября 1936 в Большом зале Московской консерватории.
В начале войны этот коллектив был эвакуирован в Среднюю Азию, выступал с концертами в тылу. 6 марта 1943 года состоялся первый концерт оркестра в Москве после возвращения из эвакуации. В 1956 году Госоркестр стал вторым (после ЗКР АСО ЛГФ, Финляндия, 1946) из советских оркестров, выехавшим на гастроли за границу.
С середины 1950-х годов, а более активно — с приходом на пост главного дирижёра Евгения Светланова — оркестр начал делать записи, в том числе уникальный проект «Антология русской симфонической музыки». Госоркестр часто становился первым исполнителем новых сочинений, написанных специально для этого коллектива, а также — после долгого перерыва — забытых и долго не исполнявшихся произведений. Так, в 1945 году впервые почти за пятьдесят лет была исполнена Первая симфония Сергея Рахманинова.
В 1986 году, в честь 50-летия образования оркестра, был проведён торжественный концерт. Дирижировали Е. Светланов и Б. Демченко.
В 2005 году оркестру было присвоено имя Евгения Светланова.
В настоящее время Госоркестр России — один из ведущих симфонических оркестров мира. Коллектив даёт концерты как в России, так и за рубежом, а также делает многочисленные записи.

## Главные дирижёры и художественные руководители оркестра
- Александр Гаук — 1936—1941
- Натан Рахлин — 1941—1945
- Константин Иванов — 1946—1965
- Евгений Светланов — 1965—2000
- Василий Синайский — 2000—2002
- Марк Горенштейн — 2002—2011
- Владимир Юровский — 2011—2021 (художественный руководитель)
- Василий Петренко — 2021—2022 (художественный руководитель)
- Филипп Чижевский — с 2024 (художественный руководитель)

## Композитор в резиденции
Формат введён Владимиром Юровским в 2016 году. Обычно обозначает, что оркестр получает приоритетное право на исполнение произведений композитора, получившего данный статус.
- Александр Вустин — 2016—2020[1]

## Известные музыканты оркестра

### Струнные инструменты
| Скрипачи - Лев Цейтлин, концертмейстер оркестра (1936—1938) - Анисим Берлин, концертмейстер оркестра (1941—1952) - Исаак Жук, концертмейстер оркестра (1952—1969) - Генрих Фридгейм, концертмейстер оркестра (1969—1981) - Борис Шульгин, концертмейстер оркестра (1982—1995) - Валерий Звонов, концертмейстер оркестра (1996—2003) - Сергей Гиршенко, концертмейстер оркестра (2003— настоящее время) - Александр Горбачёв - Алексей Гуляницкий - Игорь Заборов - Валерия Капитонова - Наталья Ковалевская - Светлана Козлова Виолончелисты - Лузанов Федор Петрович (1965—1982) - Аркадий Буданицкий (1967—2007) - Светлана Жук (1958—2000) Альтисты - Михаил Толпыго (1967—1992) - Георгий Капитонов (1946—) - Александр Бобровский (1973—1990) | Контрабасисты - Михаил Кекшоев (1951—2022) Арфисты - Надежда Толстая (1956—1997) - Галина Дыхненко (1960—) |

### Деревянные духовые инструменты
| Флейтисты - Марина Ворожцова (1957—2023) - Валентин Зверев (1942—) - Леонид Лебедев (1965—) - Фёдор Левин (1878—1944) - Юлий Ягудин (1906—1989) Гобоисты: - Анатолий Петров (1913—1985) - Вячеслав Стейскал (1896—1965) - Анатолий Любимов (1941—) | Кларнетисты - Юрий Бабий (1962—) - Владимир Соколов (1964—1993) Фаготисты - Валерий Попов (1937—) - Михаил Халилеев (1906—1969) - Михаил Урман (1970—) |
| Алексей Коноплянников (1980— | |
| Дмитрий Колупаев (1973— | |
| Михаил Чакрыгин (1984— | |
| Алексей Сорокин (1969— | |

### Медные духовые инструменты
| Валторнисты - Анатолий Дёмин (1932—2013) - Андрей Кузнецов (1956—) - Арсений Янкелевич (1905—1986) - Самуил Израилевич Островский (1924—1998) - Харченко Борис Тимофеевич (1929—2020) - Жаворонков Валерий Сергеевич (1976—) Трубачи - Лев Володин (1930—2008) - Георгий Орвид (1904—1980) - Сергей Попов (1914—2012) - Евгений Фомин (1946—2008) - Владимир Зыков (1946ー) - Юрий Кривошеев (1941ー) | Тромбонисты - Константин Ладилов (1927—1983) - Евгений Сущенко (1912—2004) - Григорий Херсонский (1937—) - Владимир Щербинин (1896—1963) Тубисты - А. Левашкин - А. Котов - И. Габов - Ф. Мусин |

### Ударные инструменты
- Александр Багиров (р. 1974)
- Валентин Снегирёв
- Дмитрий Шалимов

## Награды
- Благодарность президента Российской Федерации (9 августа 2006 года) — за большой вклад в развитие музыкального искусства и достигнутые творческие успехи[2].
- Благодарность президента Российской Федерации (16 августа 2011 года) — за большой вклад в развитие отечественного музыкального искусства и достигнутые творческие успехи[3].
- Благодарность президента Российской Федерации (10 июля 2017 года) — за заслуги в развитии отечественного музыкального искусства[4].
- Почётная грамота Президиума Верховного Совета РСФСР (1968 год)[5].